# Borofutus
Borofutus is een monotypisch geslacht van schimmels behorend tot de familie Boletaceae. Volgens de Index Fungorum bestaat het geslacht uitsluitend uit de soort Borofutus dhakanus. Hij komt voor in Bangladesh. Moleculaire studies toonden aan dat dit geslacht dichtbij verwant is met Spongiforma.